# Brzeźno Wielkie
Brzeźno Wielkie – wieś w Polsce położona w województwie pomorskim, w powiecie starogardzkim, w gminie Starogard Gdański. Siedziba sołectwa Brzeźno Wielkie.
W latach 1975–1998 miejscowość administracyjnie należała do województwa gdańskiego.

## Historia
Znaleziska archeologiczne wykazują, że Brzeźno należy do najstarszych osiedli rolniczych ziemi starogardzkiej. Jego początki przypadają na około 200 lat p.n.e. Na ciągłość osadniczą wskazują groby skrzynkowe (700 – 400 lat p.n.e.) oraz grodzisko położone nad rzeką Wierzycą, a będące reliktem po wczesnośredniowiecznej (VII – XI w.), słowiańskiej budowli obronnej. Pierwsze wzmianki pisane pochodzą z XIII w., Krzyżacy wyprawiwszy się w 1248 roku w pobliżu Starogardu, zniszczyli m.in. Brzeźno. W 1295 roku część wsi należała do Klasztoru Cystersów w Gdańsku – Oliwie. W pierwszej połowie XIV w. – za Krzyżaków – miejscowość wchodziła w skład komturstwa w Gniewie.
Z historią przełomu XV i XVI w. łączą się nierozerwalnie nazwiska dwóch braci Maternów: Grzegorza (zm. 1502) i Szymona (zm. 1516). Obydwaj byli ubogimi mieszczanami gdańskimi, którzy urażeni w swej ambicji osobistej wypowiedzieli na śmierć i życie wojnę bogatemu mieszczaństwu Gdańska. Stając kolejno przez 25 lat na czele zbrojnych oddziałów, ukrywali się w wąwozie – stąd jego nazwa Wąwóz Maternów – pod Brzeźnem i w okolicznych lasach i z nich napadali na kupców gdańskich, którzy podróżowali starym szlakiem handlowym Gdańsk – Tczew – Subkowy – Brzeźno – Starogard i dalej na południe Polski.
Podobnie jak całe Kociewie przetrwała panowanie Krzyżaków, potop szwedzki, zabór pruski. Mieszkańcy angażowali się w powstaniach. Brali udział w strajku szkolnym w 1906 roku. Opierali się germanizacji. Walczyli na frontach I wojny światowej. Podobnie jak całe społeczeństwo, owacyjnie witali odzyskanie niepodległości. Okres międzywojenny to czas spokojnego, ale systematycznego rozwoju wsi.
W historię wsi znacząco wpisuje się datowana na 1900 rok szkoła podstawowa. Od początku powstania funkcjonowała nie tylko jako szkoła, ale także skupiała w sobie aktywność całej społeczności. Pozwalała i do dziś pozwala na zwiększoną aktywność społeczną i kulturalną mieszkańców.
W 1937 roku działały w Brzeźnie Wlk. dwie piekarnie, trzy sklepy oraz karczma. II wojna światowa dla mieszkańców wsi minęła dość szczęśliwie. Nie było aresztowań, ani wysiedleń. Kilku mieszkańców zginęło na froncie. Dopiero pod koniec wojny wieś została zbombardowana przez radzieckie samoloty. Spłonęła wówczas remiza, stodoła i dom wiejski.
Po wyzwoleniu we wrześniu zaczyna swą działalność szkoła. Zawiązuje się Koło Gospodyń Wiejskich (1950). Prawdopodobnie w 1951 roku wieś został zelektryfikowana. W 1952 lub 1953 wieś otrzymała nazwę Brzeźno Wielkie. W 1963 roku wybudowano pawilon handlowy GS, mieszczący również klub rolnika w centrum wsi. W październiku 1983 roku zakończono budowę tak długo oczekiwanej drogi asfaltowej z Rywałdu do Brzeźna. W lutym 1984 roku uruchomiona zostaje komunikacja PPKS na trasie Starogard Gdański – Rywałd – Brzeźno. W 1986 roku Brzeźno zostaje połączone drogą asfaltową również ze Zdunami, a w 1988 roku mieszkańcy budują w czynie społecznym w centrum wsi przystanek autobusowy. W 1994 roku przy dużym zaangażowaniu mieszkańców oddano wodociąg wiejski. W czynie społecznym również wybudowano w latach 1994–1995 „Zieloną Świetlicę”. Mieszkańcy wsi są bardzo aktywni. Uczestniczą w konkursach organizowanych przez Gminę Starogard Gdański, zajmując czołowe lokaty. W 2001 roku oddano do użytku „Przystań” – pomost na stawie w centrum wsi. W 2002 roku wybudowano dla dzieci plac zabaw. Wieś stale się rozwija, przybywają nowe domy i mieszkańcy.

## Edukacja
W Brzeźnie Wielkim przy ul. Szkolnej 5 znajduje się Publiczna Szkoła Podstawowa im. Bernarda Janowicza.
Pierwsze zapiski o szkole w Brzeźnie Wielkim sięgają drugiej połowy XIX w. i informują o istnieniu katolickiej szkoły elementarnej, do której w 1867 r. uczęszczało 67 dzieci. Nauka odbywała się wówczas głównie w języku niemieckim. Po odzyskaniu przez Polskę niepodległości Publiczna Szkoła Powszechna była placówką dwuklasową, w której uczyło dwóch nauczycieli, a liczba uczniów dochodziła nawet do 100. W czasie II wojny światowej budynek szkoły uległ znacznym zniszczeniom, co utrudniło rozpoczęcie zajęć tuż po wyzwoleniu.
Na przestrzeni tych lat szkoła zmieniała swoje oblicze, budynek remontowano i modernizowano zgodnie z potrzebami. W 2009 roku rozpoczął się kompleksowy remont zabytkowego budynku szkolnego. Prace budowlane trwały ponad osiem miesięcy. Po ich zakończeniu 1 września 2010 roku odbyła się uroczysta inauguracja roku szkolnego w nowoczesnej, przestronnej i estetycznej szkole.
Obecnie do szkoły uczęszczają uczniowie z trzech miejscowości: Brzeźna Wielkiego, Zdun i Szpęgawska. Nauka odbywa się w trzech miejscach – w budynku filialnym w Szpęgawsku (oddział przedszkolny i oddział 0), w Zdunach (oddział przedszkolny) i w budynku głównym w Brzeźnie Wielkim (klasy I-VI).